# Paccius madagascariensis
Paccius madagascariensis là một loài nhện trong họ Trachelidae.
Loài này thuộc chi Paccius. Paccius madagascariensis được Eugène Simon miêu tả năm 1889.